# Seiko Golden Grand Prix 2022
Der Seiko Golden Grand Prix 2022 war eine Leichtathletik-Veranstaltung, die am 8. Mai 2022 im Nationalstadion der japanischen Hauptstadt Tokio stattfand. Die Veranstaltung war Teil der World Athletics Continental Tour und zählte zu den Gold-Meetings, der höchsten Kategorie dieser Leichtathletik-Serie.

## Resultate

### Männer

#### 100 m
| Platz | Athlet            | Land | Zeit (s)  |
| ----- | ----------------- | ---- | --------- |
| 1     | Christian Coleman | USA  | 10,09 SB  |
| 2     | Yūki Koike        | JPN  | 10,22     |
| 3     | Rohan Browning    | AUS  | 10,23     |
| 4     | Hiroki Yanagita   | JPN  | 10,27 SB  |
| 5     | Ippei Takeda      | JPN  | 10,32 SB  |
| 6     | Jake Doran        | AUS  | 10,32     |
| 7     | Kotaro Ito        | JPN  | 10,35 =PB |
| 8     | Ryūichirō Sakai   | JPN  | 10,36     |
| 9     | Satoru Fukushima  | JPN  | 10,40     |

Wind: +0,1 m/s

#### 400 m
| Platz | Athlet               | Land | Zeit (s) |
| ----- | -------------------- | ---- | -------- |
| 1     | Michael Norman       | USA  | 44,62    |
| 2     | Fuga Satō            | JPN  | 45,40 PB |
| 3     | Kaitō Kawabata       | JPN  | 45,73 PB |
| 4     | Alexander Beck       | AUS  | 45,79 SB |
| 5     | Vladimir Aceti       | ITA  | 46,22    |
| 6     | Kentarō Satō         | JPN  | 46,32 SB |
| 7     | Rikuya Itō           | JPN  | 46,59    |
| 8     | Ryuki Iwasaki        | JPN  | 46,66    |
| 9     | Yuki Joseph Nakajima | JPN  | 46,73    |

#### 800 m
| Platz | Athlet                    | Land | Zeit (min) |
| ----- | ------------------------- | ---- | ---------- |
| 1     | Brad Mathas               | NZL  | 1:46,58    |
| 2     | Kentarō Usuda             | JPN  | 1:46,80    |
| 3     | Shō Kawamoto              | JPN  | 1:47,27    |
| 4     | Daiki Nemoto              | JPN  | 1:47,34    |
| 5     | Isaiah Jewett             | USA  | 1:47,39 SB |
| 6     | Guy Learmonth             | GBR  | 1:47,59    |
| 7     | Mikuto Kaneko             | JPN  | 1:47,57    |
| 8     | Yugo Shikata              | JPN  | 1:47,90    |
| 9     | Takumi Murashima          | JPN  | 1:48,13    |
| 10    | Hiroki Minamoto           | JPN  | 1:50,11 SB |
|       | Kenta Umetani (Pacemaker) | JPN  | DNF        |

#### 110 m Hürden
| Platz | Athlet          | Land | Zeit (s) |
| ----- | --------------- | ---- | -------- |
| 1     | Rachid Muratake | JPN  | 13,34 SB |
| 2     | Chen Kuei-ru    | TPE  | 13,49 SB |
| 3     | Nicholas Hough  | AUS  | 13,49 SB |
| 4     | Shūsei Nomoto   | JPN  | 13,68 SB |
| 5     | Ryota Fujii     | JPN  | 13,70    |
| 6     | Taiga Yokochi   | JPN  | 13,73    |
| 7     | Shunya Takayama | JPN  | 13,75    |
| 8     | Shuhei Ishikawa | JPN  | 13,85    |
|       | Rikuto Higuchi  | JPN  | 13,99    |

Wind: +0,1 m/s

#### 400 m Hürden
| Platz | Athlet             | Land | Zeit (s) |
| ----- | ------------------ | ---- | -------- |
| 1     | Rai Benjamin       | USA  | 48,60    |
| 2     | Kazuki Kurokawa    | JPN  | 49,08    |
| 3     | Chen Chieh         | TPE  | 49,39    |
| 4     | Masaki Toyoda      | JPN  | 49,76    |
| 5     | Takayuki Kishimoto | JPN  | 49,86    |
| 6     | Tatsuhiro Yamamoto | JPN  | 49,96    |
| 7     | Shota Onodera      | JPN  | 50,25 PB |
| 8     | Yūki Matsushita    | JPN  | 50,31    |
| 9     | Hiroya Kawagoe     | JPN  | 50,66    |

#### 3000 m Hindernis
| Platz | Athlet                 | Land | Zeit (min) |
| ----- | ---------------------- | ---- | ---------- |
| 1     | Ryūji Miura            | JPN  | 8:22,25    |
| 2     | Philemon Kiplagat Ruto | KEN  | 8:27,27 SB |
| 3     | Kōsei Yamaguchi        | JPN  | 8:29,24    |
| 4     | Ryōma Aoki             | JPN  | 8:30,15    |
| 5     | Hironori Tsuetaki      | JPN  | 8:30,24 SB |
| 6     | Yasunari Kusu          | JPN  | 8:32,56 SB |
| 7     | Taisei Ogino           | JPN  | 8:35,40    |
| 8     | Taiju Nishikata        | JPN  | 8:38,30 PB |
| 9     | Ben Buckingham         | AUS  | 8:40,34 SB |
| 10    | Jonathan Muia Ndiku    | KEN  | 8:40,83    |
| 11    | Kento Uchida           | JPN  | 8:41,72 PB |
| 12    | Naoyuki Jin            | JPN  | 8:44,77    |
| 13    | Aoi Matsumoto          | JPN  | 8:50,51 SB |
| 14    | Aren Nakashima         | JPN  | 9:06,39 SB |

#### Hochsprung
| Platz | Athletin         | Land | Höhe (m) |
| ----- | ---------------- | ---- | -------- |
| 1     | Ryōichi Akamatsu | JPN  | 2,27 SB  |
| 2     | Tomohiro Shinno  | JPN  | 2,24     |
| 3     | Yuto Seko        | JPN  | 2,24 SB  |
| 4     | Naoto Tobe       | JPN  | 2,24 SB  |
| 5     | Sou Shibuya      | JPN  | 2,20 =SB |
| 5     | Edgar Rivera     | MEX  | 2,20     |
| 7     | Brandon Starc    | AUS  | 2,20 =SB |

#### Weitsprung
| Platz | Athlet            | Land | Weite (m) |
| ----- | ----------------- | ---- | --------- |
| 1     | Natsuki Yamakawa  | JPN  | 8,14 PB   |
| 2     | Hiromichi Yoshida | JPN  | 7,99 SB   |
| 3     | Henry Frayne      | AUS  | 7,93 SB   |
| 4     | Hibiki Tsuha      | JPN  | 7,90 SB   |
| 5     | Shōtarō Shiroyama | JPN  | 7,78 SB   |
| 6     | Chris Mitrevski   | AUS  | 7,75      |
| 7     | Daiki Oda         | JPN  | 7,60      |
| 8     | Yūto Toriumi      | JPN  | 7,46      |

#### Speerwurf
| Platz | Athlet            | Land | Weite (m) |
| ----- | ----------------- | ---- | --------- |
| 1     | Genki Dean        | JPN  | 82,18 SB  |
| 2     | Yuta Sakiyama     | JPN  | 80,51 PB  |
| 3     | Kenji Ogura       | JPN  | 79,90 SB  |
| 4     | Yugo Masuda       | JPN  | 74,33 SB  |
| 5     | Gen Naganuma      | JPN  | 73,96 SB  |
| 6     | Rikinari Ishizaka | JPN  | 73,62     |
| 7     | Roberto Orlando   | ITA  | 73,57     |
| 8     | Takuto Kominami   | JPN  | 70,47     |

### Frauen

#### 200 m
| Platz | Athletin         | Land | Zeit (s) |
| ----- | ---------------- | ---- | -------- |
| 1     | Lynna Irby       | USA  | 23,09    |
| 2     | Jacinta Beecher  | AUS  | 23,24    |
| 3     | Anglerne Annelus | USA  | 23,39    |
| 4     | Remi Tsuruta     | JPN  | 23,84    |
| 5     | Arisa Kimishima  | JPN  | 23,85    |
| 6     | Aiko Iki         | JPN  | 23,95    |
| 7     | Ami Saito        | JPN  | 24,02    |
| 8     | Hanae Aoyama     | JPN  | 24,12    |
| 9     | Aiha Yamagata    | JPN  | 24,23    |

Wind: −0,1 m/s

#### 1500 m
| Platz                  | Athlet                    | Land | Zeit (min) |
| ---------------------- | ------------------------- | ---- | ---------- |
| 1                      | Georgia Griffith          | AUS  | 4:06,04 SB |
| 2                      | Eleanor Fulton            | USA  | 4:06,35    |
| 3                      | Hellen Lobun              | KEN  | 4:07,19    |
| 4                      | Nozomi Tajnaka            | JPN  | 4:07,53 SB |
| 5                      | Ran Urabe                 | JPN  | 4:10,53 SB |
| 6                      | Yume Goto                 | JPN  | 4:11,95 PB |
| 7                      | Azumi Nagira              | JPN  | 4:16,55    |
| 8                      | Chikako Mori              | JPN  | 4:17,47 SB |
| 9                      | Airi Tashima              | JPN  | 4:17,57 PB |
| 10                     | Mizuki Michishita         | JPN  | 4:18,53    |
| 11                     | Maya Iino                 | JPN  | 4:21,11 SB |
| 12                     | Saki Katagihara           | JPN  | 4:27,41    |
| 13                     | Esther Muthoni            | KEN  | 4:36,99    |
|                        | Rina Aoyama (Pacemakerin) | JPN  | DNF        |
| Saki Eto (Pacemakerin) | JPN                       | DNF  |            |

#### 100 m Hürden
| Platz | Athlet              | Land | Zeit (s) |
| ----- | ------------------- | ---- | -------- |
| 1     | Kendra Harrison     | USA  | 12,76    |
| 2     | Mako Fukube         | JPN  | 13,05 PB |
| 3     | Gabriele Cunningham | USA  | 13,07    |
| 4     | Asuka Terada        | JPN  | 13,07    |
| 5     | Megan Tapper        | JAM  | 13,30    |
| 6     | Hitomi Shimura      | JPN  | 13,31    |
| 7     | Yumi Tanaka         | JPN  | 13,39 SB |
| 8     | Miho Suzuki         | JPN  | 13,48    |
| 9     | Masumi Aoki         | JPN  | 13,91    |

Wind: −0,1 m/s

#### Weitsprung
| Platz | Athletin       | Land | Weite (m) |
| ----- | -------------- | ---- | --------- |
| 1     | Sumire Hata    | JPN  | 6,63 SB   |
| 2     | Jahisha Thomas | GBR  | 6,56      |
| 3     | Ayaka Kōra     | JPN  | 6,26      |
| 4     | Ami Kodama     | JPN  | 6,15      |
| 5     | Miu Kimura     | JPN  | 6,04      |
| 6     | Maya Takeuchi  | JPN  | 6,04      |
| 7     | Yu Minemura    | JPN  | 6,01      |
| 8     | Asuka Gonpei   | JPN  | 6,00      |

#### Speerwurf
| Platz | Athletin          | Land | Weite (m) |
| ----- | ----------------- | ---- | --------- |
| 1     | Haruka Kitaguchi  | JPN  | 63,93 SB  |
| 2     | Līna Mūze         | LAT  | 61,68 SB  |
| 3     | Kelsey-Lee Barber | AUS  | 61,00 SB  |
| 4     | Momone Ueda       | JPN  | 60,49 SB  |
| 5     | Tori Peeters      | NZL  | 60,40     |
| 6     | Marina Saitō      | JPN  | 59,42 SB  |
| 7     | Sae Takemoto      | JPN  | 59,10 SB  |
| 8     | Mahiro Osa        | JPN  | 57,80     |
| 9     | Yuka Satō         | JPN  | 55,17     |